# Тимофеев, Андрей Олегович
Андрей Олегович Тимофеев (род. 8 февраля 1996, Ивдель, Свердловская область, Россия) — российский футболист, вратарь.

## Клубная карьера
До двенадцати лет занимался волейболом, затем перешёл в мини-футбол и играл за юношескую команду клуба «Газпром-Югра». Позднее пришёл в большой футбол и начал выступления за юношескую команду «Урала». С сезона 2013/14 выступал за клубный дубль. Дебют за первую команду состоялся 29 апреля 2017 года в матче премьер-лиги против грозненского клуба «Терек», он пропустил пять голов в этой встрече. Зимой 2018 года перешёл в команду «Сызрань-2003», в аренду. Летом 2018 года перешёл в команду «Биолог-Новокубанск».
После этого выступал за клуб «Фаворит-ВД-Кафа», а позже за «Туапсе».

## Личная жизнь
По состоянию на апрель 2017 года являлся студентом третьего курса Уральского государственного университета физической культуры.